# Hyles perkinsi
Hyles perkinsi är en fjärilsart som beskrevs av Otto Herman Swezey 1920. Hyles perkinsi ingår i släktet Hyles och familjen svärmare. Inga underarter finns listade i Catalogue of Life.